# Bazaar (roman)
Pour les articles homonymes, voir Bazaar.
Bazaar (titre original : Needful Things) est un roman fantastique de Stephen King publié en 1991.

## Résumé
Événement à Castle Rock, petite ville provinciale où les nouveautés se font rares, et où tout le monde se connaît : un nouveau magasin, Le Bazar des Rêves, va ouvrir. Son propriétaire, Leland Gaunt, se révèle être un homme charmant et charismatique. Son magasin connaît vite un grand succès, car chacun y trouve exactement ce qu'il désire profondément, même s'il ne savait pas de quoi il s'agissait quelques minutes avant. On y trouve une foule d'objets hétéroclites comme une paire de lunettes d'Elvis Presley, une amulette qui guérit l'arthrite ou encore une carte de baseball dédicacée par un joueur mythique.
Au lieu d'argent, Gaunt demande souvent un petit service à la personne, un simple tour à jouer, un petit message à déposer à un habitant de Castle Rock. Mais sous leurs apparences anodines, ces petits tours commencent à dresser les habitants les uns contre les autres et à raviver des tensions enfouies en jouant habilement sur leurs paranoïas ainsi que le sentiment de possessivité qu'ils ont envers leurs achats. Peu de temps après, deux femmes finissent d'ailleurs par s'entretuer dans un déchaînement de violence, chacune pensant que l'autre lui avait fait du mal.
Mais ce n'est que le début de la fin, puisque le propriétaire du Bazar des Rêves a l'intention de conduire la petite ville à la destruction et au chaos, comme il l'a fait plusieurs fois depuis la Grande peste. Le shérif Alan Pangborn, seul en ville à n'avoir jamais réussi à rencontrer Gaunt, mène l'enquête de son côté et établit rapidement un lien entre la folie qui s'empare de la ville et le magasin qui vient d'ouvrir. Gaunt poursuit son œuvre dans l'ombre et utilise notamment Ace Merrill, un petit criminel, ainsi que Danforth Keeton, maire tyrannique et paranoïaque de Castle Rock, pour conduire ses manigances.
Les plans de Gaunt atteignent leur paroxysme quand il réussit à transformer une banale querelle de principe entre les communautés baptiste et catholique en une bataille générale. Gaunt fait également placer de la dynamite en plusieurs endroits de la ville et vend désormais des armes à ses clients pour qu'ils puissent régler leurs comptes entre eux. Certains habitants finissent par réaliser leur folie, mais il est trop tard pour sauver la ville, et Gaunt n'a plus qu'à s'enfuir en emportant avec lui une valise remplie des âmes qu'il a capturées. Cependant, alors que ses acolytes Keeton et Merrill sont tués, Pangborn retrouve Gaunt et l'oblige à abandonner sa valise d'âmes, avant de le voir s'enfuir sur une carriole noire.
La paix semble revenue sur ce qui reste de Castle Rock et de ses habitants mais l'épilogue présente Gaunt ouvrant un nouveau magasin dans l'Iowa.

## Analyse
Au-delà de la simple exploitation d'un élément fantastique, cette histoire présente l'histoire de mœurs d'une petite ville provinciale américaine, et une galerie intéressante de personnages qui reviennent de façon récurrente dans plusieurs romans ou nouvelles de Stephen King. Cela marque un tournant dans la bibliographie de l'auteur, qui fait disparaître la ville imaginaire de Castle Rock dans le Maine, un endroit déjà visité dans des œuvres telles que Dead Zone, Cujo ou La Part des ténèbres. Le roman « se termine dans une ambiance d'adieux » et « représente une pierre angulaire dans une partie de la carrière » de l'écrivain.
Pour Michael R. Collings, la narration de ce roman est l'une des plus complexes de son œuvre avec des paires de personnes influencées par Leland Gaunt et qui influencent tour à tour d'autres paires « jusqu'à ce que la tension entre les victimes atteigne le point d'explosion ». Les travers de la microsociété que constitue Castle Rock sont portés à leur paroxysme et culminent dans une confrontation « apocalyptique » entre le Bien et le Mal à l'issue de laquelle le Bien triomphe mais dont aucun personnage ne sort indemne.
Selon Laurent Bourdier, le roman met en garde contre les dangers du capitalisme en présentant une galerie de personnages « prêts à tout pour satisfaire leur désir de consommation et de possession ». Leland Gaunt, figure tentatrice qui présente des ressemblances évidentes avec Randall Flagg, profite de ces désirs pour mettre la ville « à feu et à sang », King démontrant ainsi que « rien n'est gratuit, surtout pas dans une société capitaliste » et que le prix à payer pour obtenir ce que l'on désire n'est pas uniquement financier.
Ce roman est aussi considéré par l'auteur comme la partie finale d'une trilogie non officielle initiée par La Part des ténèbres et poursuivie dans Le Molosse surgi du soleil, une nouvelle publiée dans Minuit 4. Cela explique pourquoi le shérif Pangborn pense souvent à l'écrivain Thad Beaumont, personnage central de La Part des ténèbres.
Stephen King a précisé que son inspiration pour cette histoire est la décadence des années 1980 : « Il m'est apparu que dans les années 1980, tout s'est trouvé avec une étiquette de prix dessus. Les dernières choses en vente ont été l'honneur, l'intégrité, le respect de soi-même et l'innocence… J'ai décidé de transformer les années 1980 en un magasin de curiosités d'une petite ville appelé « Des choses indispensables » et voir ce qui allait arriver ».

## Liens avec d'autres œuvres de Stephen King
- Dead Zone, 1979 : les noms de Johnny Smith et de Frank Dodd sont mentionnés.
- Cujo, 1981 : plusieurs références aux événements se déroulant dans Cujo sont faites.
- Rita Hayworth et la Rédemption de Shawshank et Le Corps, dans le recueil Différentes Saisons, 1982 : à travers le personnage d'Ace Merrill qui apparaît dans Le Corps et a été emprisonné à Shawshank.
- Christine, 1983 : la voiture de Leland Gaunt a la même odeur que Christine.
- Ça, 1986 : un personnage a été enfermé à l'asile de Juniper Hill.
- La Part des ténèbres, 1989 : à travers le personnage d'Alan Pangborn qui se remémore souvent l'affaire.
- Le Policier des bibliothèques (dans le recueil Minuit 4), 1990 : Sam Peebles et Naomi Higgins sont mentionnés dans l'épilogue de Bazaar, et dans le dernier chapitre vous êtes déjà venu ici…, la ville dont parle l'orateur est Junction City, qui est le nom de la ville dans Le Policier des bibliothèques.
- Le Molosse surgi du soleil (dans le recueil Minuit 4), 1990 : l'incendie ayant détruit l'Emporium Galorium est mentionné.
- La Tour sombre : Alan Pangborn sent « Le Blanc. La venue du Blanc. » après sa victoire sur Leland Gaunt.

## Accueil et distinctions
Le roman est resté vingt semaines, avec un meilleur classement à la deuxième place, sur la New York Times Best Seller list, y apparaissant le 20 octobre 1991. Le Publishers Weekly le classe à la troisième place des meilleures ventes de livres de fiction aux États-Unis publiés en 1991.
Bazaar a été nommé au prix Bram Stoker du meilleur roman 1992.

## Adaptations
Le roman a été adapté au cinéma en 1993 sous le titre Le Bazaar de l'épouvante, avec Ed Harris dans le rôle d'Alan Pangborn et Max von Sydow dans celui de Leland Gaunt.
L'épisode 9 de la saison 1, de la série Rick et Morty, intitulé La Petite Bou-Rick des horreurs (Something Ricked This Way Comes en anglais) est un clin d’œil direct au roman.